# Greg McLean
Greg McLean ist ein australischer Regisseur, Filmproduzent und Drehbuchautor. Bekanntheit erlangte er vor allem durch seine Filme Wolf Creek und Wolf Creek 2.

## Karriere
Im Jahr 2001 drehte Greg McLean den Kurzfilm ICQ. Erstmals auf sich aufmerksam machen konnte er mit dem Film Wolf Creek aus dem Jahr 2005. 2007 folgte mit Rogue – Im falschen Revier ein weiterer Horrorfilm. Zu den meisten seiner Filme schrieb er auch das Drehbuch und trat auch als Filmproduzent in Erscheinung. 2016 adaptierte er seinen Film Wolf Creek als Fernsehserie und führte auch bei mehreren Folgen Regie.

## Filmografie (Auswahl)
- 2001: ICQ (Kurzfilm)
- 2005: Wolf Creek

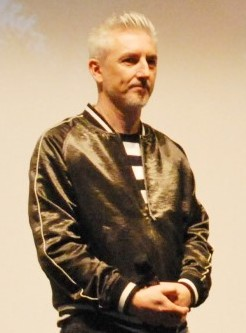
McLean bei der Premiere des Films Das Belko Experiment (2016)

- 2007: Rogue – Im falschen Revier (Rogue)
- 2013: Wolf Creek 2
- 2016: The Darkness
- 2016–2017: Wolf Creek (Fernsehserie, 6 Folgen)
- 2016: Das Belko Experiment (The Belko Experiment)
- 2017: Jungle
- 2020: The Gloaming (Fernsehserie, 4 Folgen)
- 2020: Bloom (Fernsehserie, 3 Folgen)
- 2021: Jack Irish (Fernsehserie, 4 Folgen)
- 2023: Scrublands (Fernsehserie, 4 Folgen)
- 2024: Territory (Fernsehserie, 6 Folgen)

## Auszeichnungen
Sein Film Wolf Creek wurde 2005 beim Sundance Film Festival als bester Spielfilm nominiert. Beim Byron Bay Film Festival wurde der Film Jungle als bestes Drama ausgezeichnet.